# Реже Кретије
Реже Кретије (мађ. Crettier Rezső Ferenc Lipót Sándor) је био мађарски атлетичар који се такмичио на Летњим олимпијским играма 1900. Учествовао је у такмичењу у бацању диска и завршио је пети и у такмичењу у бацању кугле где је завршио четврти.

## Спортска каријера

### Првенство Мађарске у атлетици
Као атлетичар мађарског пливачког друштва (МУЕ) бавио се бацањем кугле, бацањем копља и бацањем диска.
Као представник МАКа на Атлетском првенству Мађарске у дисциплини бацање кугле Реже је освојио је национално првенство три пута и то 1899, 1900 и 1901. године. Између 1898. и 1901. неколико пута је поправљао национални рекорде у бацању кугле, диска и копља.

### Летње олимпијске игре
На Олимпијским играма у Паризу 1900. ушао је у финале завршивши на петом месту иза три америчка бацача, где му је недостајало 28 cm до трећег места у бацању кугле, бацивши 12,07 m.